# オルテズ
オルテズ （Orthez）は、フランス、ヌーヴェル＝アキテーヌ地域圏、ピレネーザトランティック県のコミューン。

## 地理
コミューン内をポー川とその支流ラー川が流れる。ポー川左岸のサント＝シュザンヌ地区はかつて独立したコミューンであったため、現在も住民は自らをSuzannaisと呼ぶ。同じく左岸にあり、コミューンの南部にあたるデパール地区は、かつてソーヴラード修道院の要塞であった部分である。

## 由来
オルテズの名は、1193年と1194年にソーヴラード修道院の特許状台帳にOrtez、そしてOrtesiumと記されていた。1220年にはOrthesium（オルテズ修道院の特許状台帳）、14世紀のジャン・フロワサールはOrtaisと記した。
この名前の由来は完全に解明されていない。しかしオック語言語学者ミシェル・グロクロードによれば、ガスコーニュ語の音声学上の異なる発音が示されており、元々はアクイタニア語の人名から派生したとみられるという。イベリア半島でOrtizという名称があるように、ラテン語で要塞を意味するFortisの現地語発音とみなすことができる。ガスコーニュ語でòrtは庭を意味し、ラテン語ではhortusというが、この説は除外されている。

## 歴史

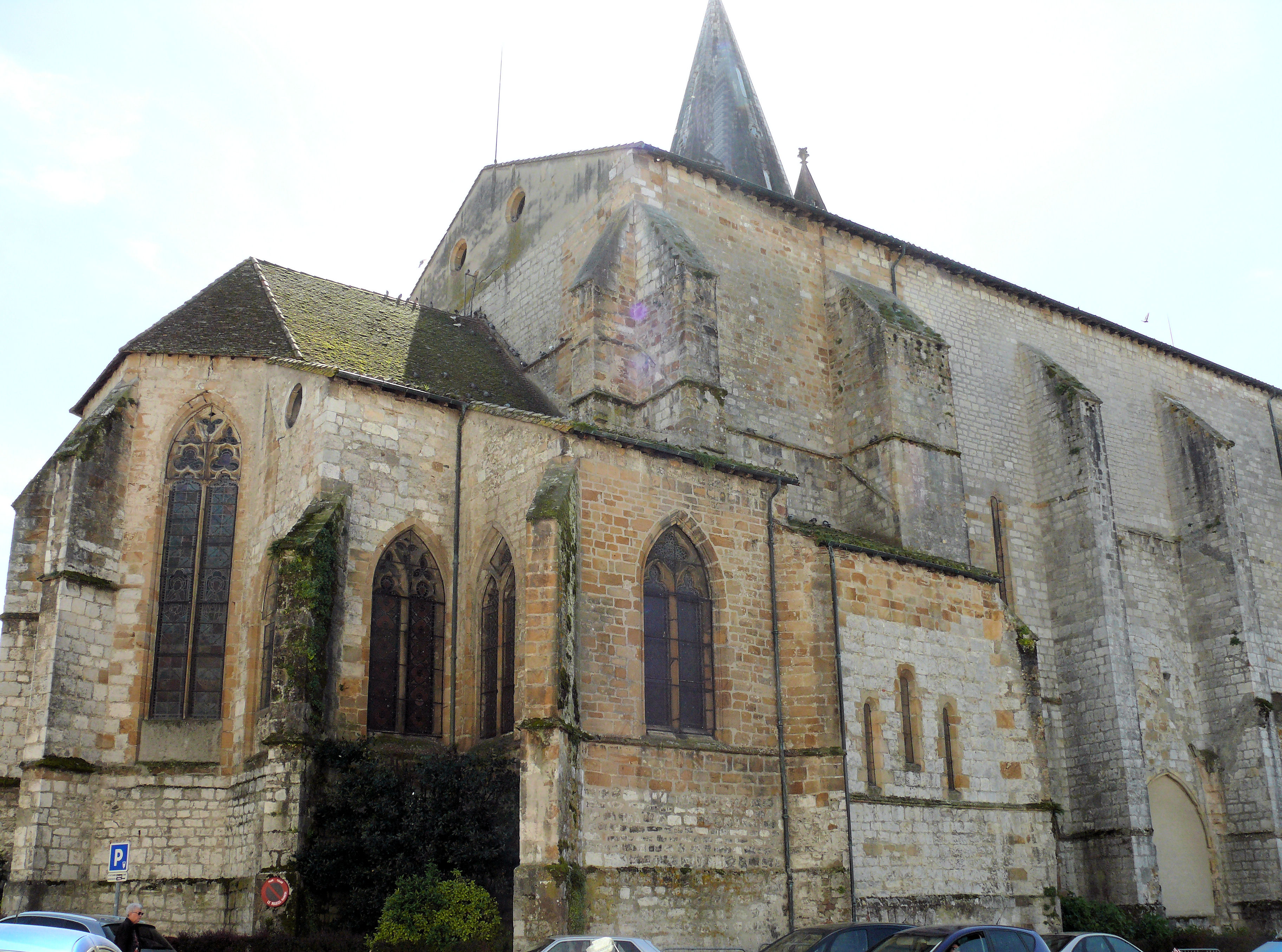
サン＝ピエール教会

オルテズのまちの最古の部分には、11世紀以前のものはない。2つのロマネスク様式の教会があり、1つは旧市街に、もう1つはサン＝ピエール教会内に取り込まれている。これらの教会の周りにそれぞれ人家が集まり、2つのまちをつくった。第1のまちはポー川を渡る橋を備えた要塞で、時代ごとに強化されていった。もう1つのまちは商人のもので、教会から自由に商いを行う権利を得ていた。
1260年代の話し合いの結果、2つのまちで議会を構成することとなった。この出来事を象徴するものは、橋にある塔とサン＝ピエール教会のカギを表しているコミューン紋章である。まちは急速に拡大していき、1250年代にベアルン子爵ガストン7世が自らの第一の住居としてオルテズに城を築かせたほどであった。同時期に彼は旧市街を守る木製のフェンスを本物の防護壁と交換させ、本物の要塞としての門を備えた橋を架けさせた。13世紀から15世紀、オルテズはベアルン子爵の本拠地となっていた。
1460年、ベアルン子爵は本宅をポーへ移したが、アンシャン・レジーム期のオルテズは地域で最大の都市であり続けた。オルテズには市場が残り、そこからバイヨンヌの港へ物資が運ばれ輸出されていった。まちはユグノー戦争中の1569年の2度の戦いで破壊された。
アンシャン・レジーム時代のオルテズは小さなままだった。城のふもとにあるモンカードのまちはその軍事的役割から長い間コミューンの他の部分とは分離されていた。
17世紀から18世紀、大西洋貿易を通じて豊かな経済を築いた。商人たちは富を蓄えて、以前は木材と土でつくられた家は石造りとなった。屋根は焼いた瓦で葺きなおされた。旧市街で現在もこれらの建物が見られる。
1814年のオルテズの戦いでは、ウェリントン公爵アーサー・ウェルズリー率いるイギリス＝ポルトガル連合軍が、ニコラ・スールト率いるフランス軍に勝利している。しかしこの出来事がまちに及ぼした影響は小さかった。
1957年以降、ラックでの天然ガス発見によってオルテズ人口の爆発が生じた。15年間の間に7200人から11000人まで急激に増えたため、郊外の住宅建設や公共施設建設が続いた。
1973年、オルテズはサント＝シュザンヌと合併してオルテズ＝サント＝シュザンヌと改名したが、その後単なるオルテズに戻した。

## 経済
経済は家畜の繁殖やブドウ栽培といった農業が主体であるものの、織物産業や工業もまちの経済に貢献している。オルテズはベアルン地方にあるワインのAOC地域の一部となっている。オルテズにはバイヨンヌの生ハムの生産者が多くいる。オルテズはAOC指定されているチーズ、オッソー・イラティの生産地域に入っている。

## 人口統計
| 1962年 | 1968年 | 1975年 | 1982年 | 1990年 | 1999年 | 2006年 | 2008年 |
| ------ | ------ | ------ | ------ | ------ | ------ | ------ | ------ |
| 8413   | 10002  | 10855  | 10922  | 10159  | 10121  | 10329  | 10936  |

## 姉妹都市
- タラソナ、スペイン
- ミランダ・ド・ドウロ、ポルトガル
- ミランデーラ、ポルトガル